# Tom Slater
Tom Slater (Lens, 1996. augusztus 26. –) francia születésű ausztrál labdarúgó, aki jelenleg klub nélküli játékos.

## Pályafutása
Fiatalon a Sydney FC akadémiájának volt a játékosa, majd 2013-ban a Central Coast Mariners csapatába igazolt. 2014. február 21-én debütált a Central Coast Mariners színeiben a Wellington Phoenix ellen 4-1-re elvesztett hazai bajnoki mérkőzésen, amikor a 86. percben Bernie Ibini-Isei cseréjeként pályára lépett.

## Család
Franciaországban született Lens városában. Édesapja az ausztrál labdarúgó-válogatott Robbie Slater.